# Kościół Matki Bożej Szkaplerznej w Lutomiersku
Kościół Matki Bożej Szkaplerznej w Lutomiersku – późnobarokowy kościół wybudowany w latach 1775–1781, ufundowany przez Barbarę z Duninów Sanguszko  przez abp Antoniego Ostrowskiego.

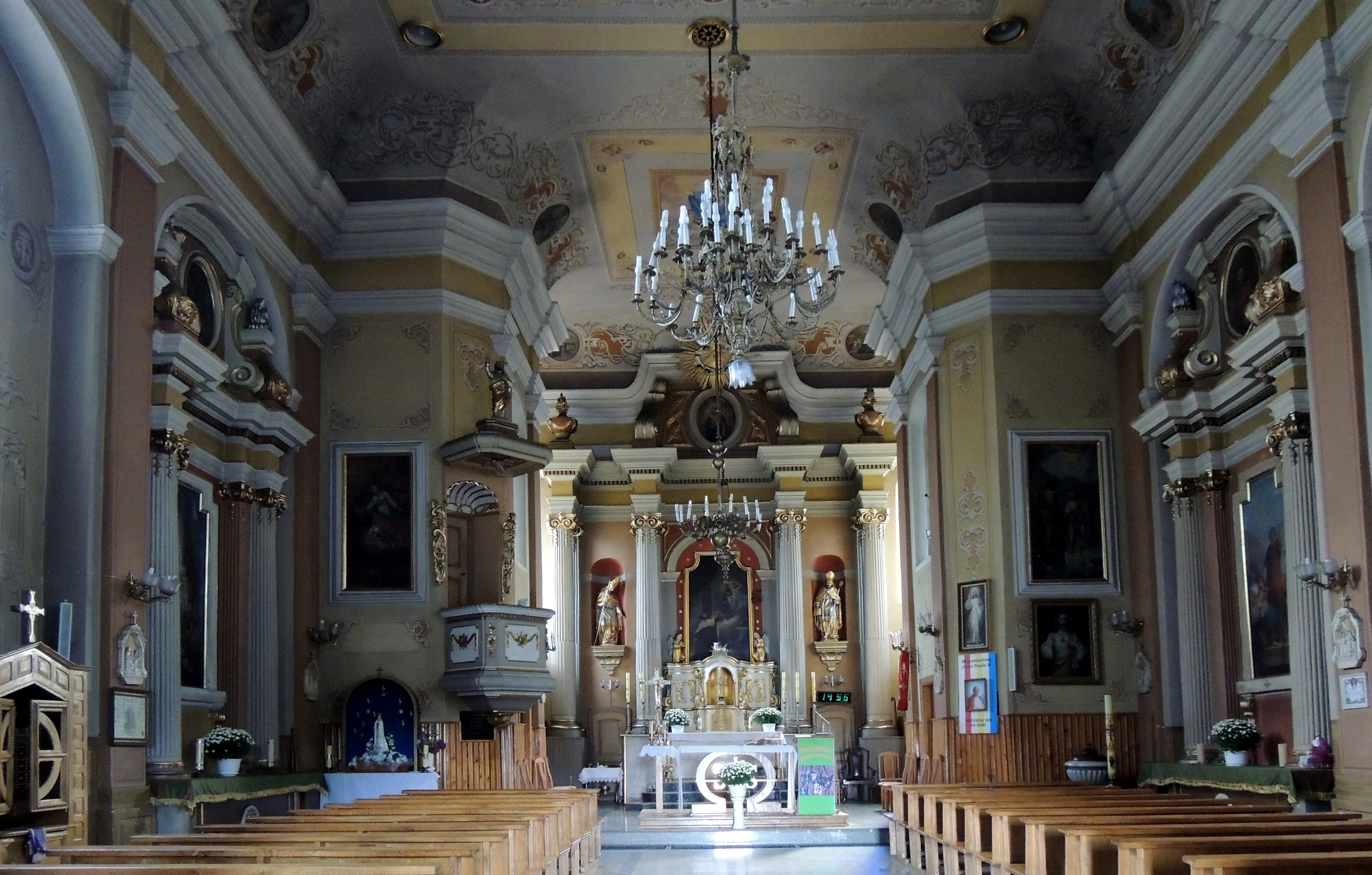
Wnętrze świątyni

 W czasie I wojny światowej uszkodzony pociskami artylerii niemieckiej. Podczas II wojny światowej używany przez Niemców jako magazyn, następnie Rosjanie przetrzymywali w nim jeńców.